# Soft-Tampon

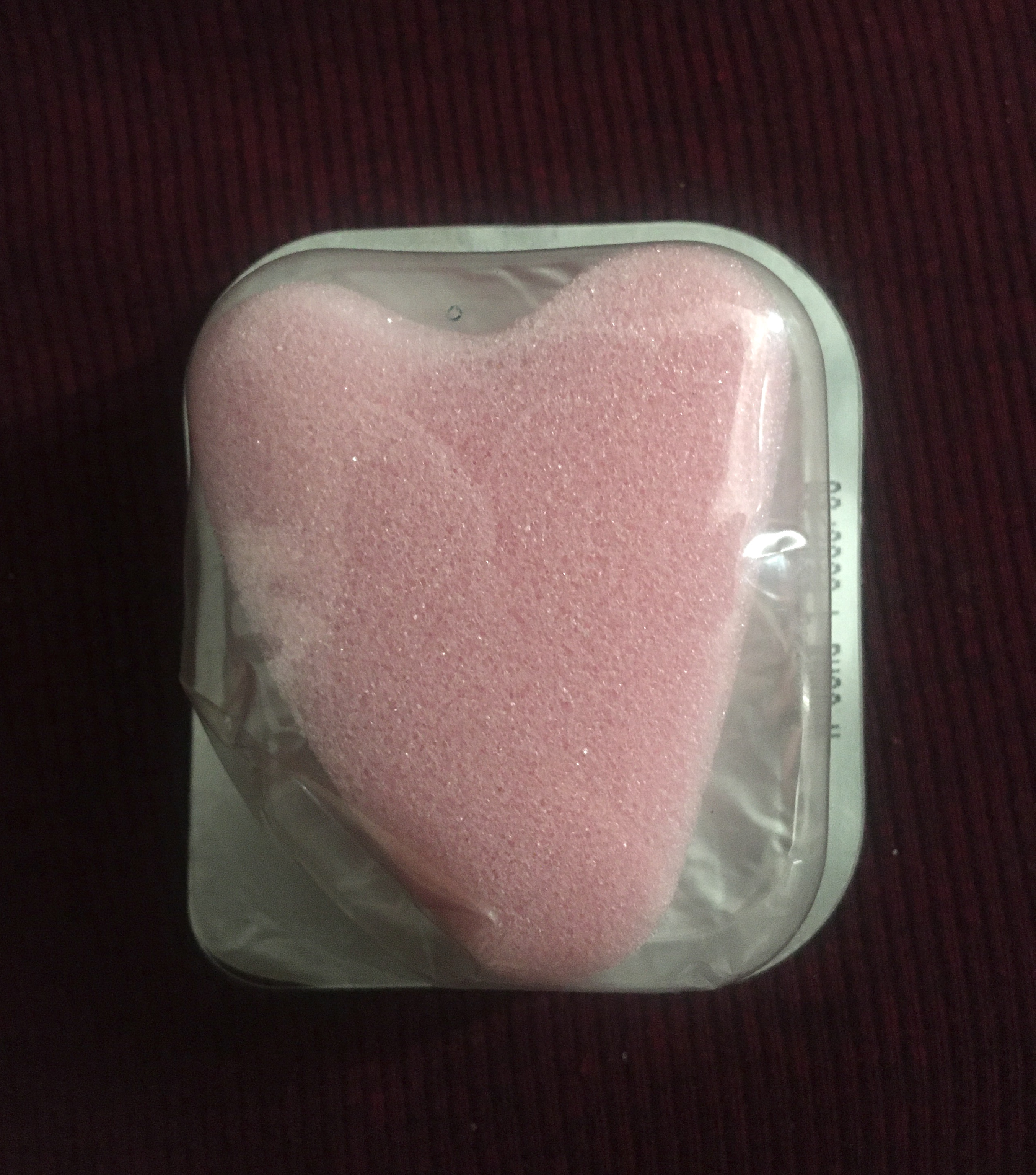
Softtampon aus Schaumstoff in Verpackung

Ein Soft-Tampon (auch Softtampon, Soft Tampon) ist ein kleines Stück synthetischer Schwamm und zählt zu den Produkten für die Monatshygiene. Ähnlich wie ein herkömmlicher Tampon wird er während der Menstruation in die Vagina eingeführt, um das Menstruationsblut aufzusaugen, besitzt im Gegensatz zu diesem jedoch kein Rückholbändchen, sondern ein bis zwei kleine Einschnitte, welche als Grifflaschen dienen.

## Verwendung
Um den Soft-Tampon einzuführen, wird er an den Seiten zusammengedrückt, anschließend wird er so am Gebärmutterhals platziert, dass er dort anliegt.
Wie bei einem herkömmlichen Tampon, sollte die Nutzungsdauer von acht Stunden nicht überschritten werden, da sonst das Risiko für das Toxische Schocksyndrom (TSS) steigt.
Ein wiederverwendbares Pendant stellt hier der Menstruationsschwamm dar.